# Acanthus flexicaulis
Acanthus flexicaulis är en akantusväxtart som beskrevs av Cornelis Eliza Bertus Bremekamp. Acanthus flexicaulis ingår i släktet akantusar, och familjen akantusväxter. Inga underarter finns listade i Catalogue of Life.